# برطل
البُرْطُل أو البُرْطُلّ أو تاج الأسقف أو اللاطية هو عمرة الأساقفة.